# Henry Blanc
Herry Blanc (Clermont-Ferrand, 9 dicembre 1921 – Montfermeil, 6 marzo 2013) è stato un fumettista e illustratore francese.

## Biografia
Henry Blanc è noto soprattutto per aver creato il famoso Jeu des 7 erreurs (Gioco dei 7 errori) per il quotidiano France-Soir, e per aver disegnato per una dozzina d'anni le avventure del commissario San Antonio in forma di fumetto (i testi, posti sotto le immagini, sono stati adattati da Robert Mallat). La serie di San Antonio è andata avanti dal settembre 1963 al marzo 1975, per un totale di 3.588 strisce.
Sempre per France-Soir, Henry Blanc ha realizzato i disegni per un adattamento a fumetti della famosa serie comica radiofonica Signé Furax, prodotta da Robert Mallat sotto la direzione di Paul Gordeaux.
Negli anni Settanta disegnò anche una serie di cartoni animati con un personaggio chiamato "Oncle Cyril".
Henry Blanc ha lavorato dal 1959 al 1980 per la rivista per ragazzi Tentin, per la rivista Pif Gadget, per il Journal de Mickey dal 1952 al 1978, per Pilote dal 1963 al 1963 e per Record 1954 e 1955.
Nel 1948, Henry Blanc lavora per Les Gémeaux, lo studio di animazione di Paul Grimault, dove contribuisce al cartone animato La Bergère et le Ramoneur, uscito nel 1953.